# Harry Souttar
Harry James Souttar (Aberdeen, Escocia, 22 de octubre de 1998) es un futbolista australiano que juega en la posición de defensa y su equipo es el Leicester City F. C. de la EFL Championship.

## Selección nacional
Es internacional con la selección australiana desde 2019. Debutó el 10 de octubre en un partido de clasificación para la Copa Mundial de 2022 ante Nepal en el que marcó dos goles. Tres años después acudió a la fase final del torneo.

### Participaciones en Copas del Mundo
| Copa                           | Sede  | Resultado        |
| ------------------------------ | ----- | ---------------- |
| Copa Mundial de Fútbol de 2022 | Catar | Octavos de final |

## Clubes
| Club                            | País       | Año       |
| ------------------------------- | ---------- | --------- |
| Dundee United F. C.             | Escocia    | 2016      |
| Stoke City F. C.                | Inglaterra | 2016-2023 |
| Ross County F. C. (cedido)      | Escocia    | 2018      |
| Fleetwood Town F. C. (cedido)   | Inglaterra | 2019      |
| Fleetwood Town F. C. (cedido)   | Inglaterra | 2019-2020 |
| Leicester City F. C.            | Inglaterra | 2023-     |
| Sheffield United F. C. (cedido) | Inglaterra | 2024      |

## Palmarés

### Campeonatos nacionales
| Título           | Equipo               | País       | Año  |
| ---------------- | -------------------- | ---------- | ---- |
| EFL Championship | Leicester City F. C. | Inglaterra | 2024 |

## Vida personal
Es hermano del también futbolista John Souttar.